# マルロン・ゴメス・クラウジーノ
マルロン・ゴメス・クラウジーノ（Marlon Gomes Claudino, 2003年12月14日 - ）は、ブラジル・リオデジャネイロ出身のサッカー選手。ウクライナ・プレミアリーグ・シャフタール・ドネツク所属。ポジションはミッドフィールダー。

## クラブ経歴

### ヴァスコ・ダ・ガマ
2018年にヴァスコ・ダ・ガマの下部組織に加入。2022年2月4日、2024年12月まで契約を延長した。
2022年7月19日、イトゥアーノ戦でトップチームデビューを果たした。8月13日、トンベンセ戦でプロ初ゴールを決めた。
2023年4月25日、2026年12月まで契約を延長した。

### シャフタール・ドネツク
2024年1月26日、シャフタール・ドネツクに移籍した。

## 代表経歴
U-20ブラジル代表として、2023 FIFA U-20ワールドカップに出場。U-20ドミニカ共和国戦では1ゴールを決めた。

## 個人成績

### クラブ
| クラブ                 | シーズン | リーグ                     | リーグ戦 | リーグ戦 | カップ戦 | カップ戦 | 国際大会 | 国際大会 | その他 | その他 | 合計 | 合計 |
| クラブ                 | シーズン | リーグ                     | 出場     | 得点     | 出場     | 得点     | 出場     | 得点     | 出場   | 得点   | 出場 | 得点 |
| ---------------------- | -------- | -------------------------- | -------- | -------- | -------- | -------- | -------- | -------- | ------ | ------ | ---- | ---- |
| ヴァスコ・ダ・ガマ     | 2022     | セリエB                    | 18       | 2        | 0        | 0        | -        | -        | 0      | 0      | 18   | 2    |
| ヴァスコ・ダ・ガマ     | 2023     | セリエA                    | 23       | 0        | 1        | 0        | -        | -        | 3      | 0      | 27   | 0    |
| ヴァスコ・ダ・ガマ     | 通算     | 通算                       | 41       | 2        | 1        | 0        | -        | -        | 3      | 0      | 45   | 2    |
| シャフタール・ドネツク | 2023-24  | ウクライナ・プレミアリーグ | 11       | 4        | 2        | 0        | 0        | 0        | 0      | 0      | 13   | 4    |
| シャフタール・ドネツク | 2024-25  | ウクライナ・プレミアリーグ | 23       | 3        | 4        | 0        | 7        | 1        | -      | -      | 34   | 4    |
| シャフタール・ドネツク | 2025-26  | ウクライナ・プレミアリーグ |          |          |          |          |          |          |        |        |      |      |
| シャフタール・ドネツク | 通算     | 通算                       | 34       | 7        | 6        | 0        | 7        | 1        | 0      | 0      | 47   | 8    |
| 総通算                 | 総通算   | 総通算                     | 75       | 9        | 7        | 0        | 7        | 1        | 3      | 0      | 92   | 10   |

## タイトル

### クラブ
シャフタール・ドネツク
- ウクライナ・プレミアリーグ: 2023-24
- ウクライナ・カップ: 2023-24, 2024-25

### 代表
U-20ブラジル代表
- 南米ユース選手権: 2023